# The Brown Hotel
Pour les articles homonymes, voir Brown.
The Brown Hotel est un hôtel américain situé à Louisville, dans le Kentucky. Ouvert en 1923, il est inscrit au Registre national des lieux historiques depuis le 17 février 1978 et est membre des Historic Hotels of America depuis 1989.
C'est dans cet hôtel qu'en 1926 Fred K. Schmidt a créé le Hot Brown sandwich, ou Kentucky Hot Brown.